# Jack Donaldson, Baron Donaldson of Kingsbridge
John „Jack“ George Stuart Donaldson, Baron Donaldson of Kingsbridge OBE (* 9. Oktober 1907 in Kingsbridge, Devon; † 8. März 1998 in London) war ein britischer Offizier, Wirtschafts- und Theatermanager, der 1967 Mitglied des House of Lords wurde und zwischen 1976 und 1979 Staatsminister für Kunst (Minister of State for the Arts) war.

## Leben

### Herkunft, Zweiter Weltkrieg und Theatermanager

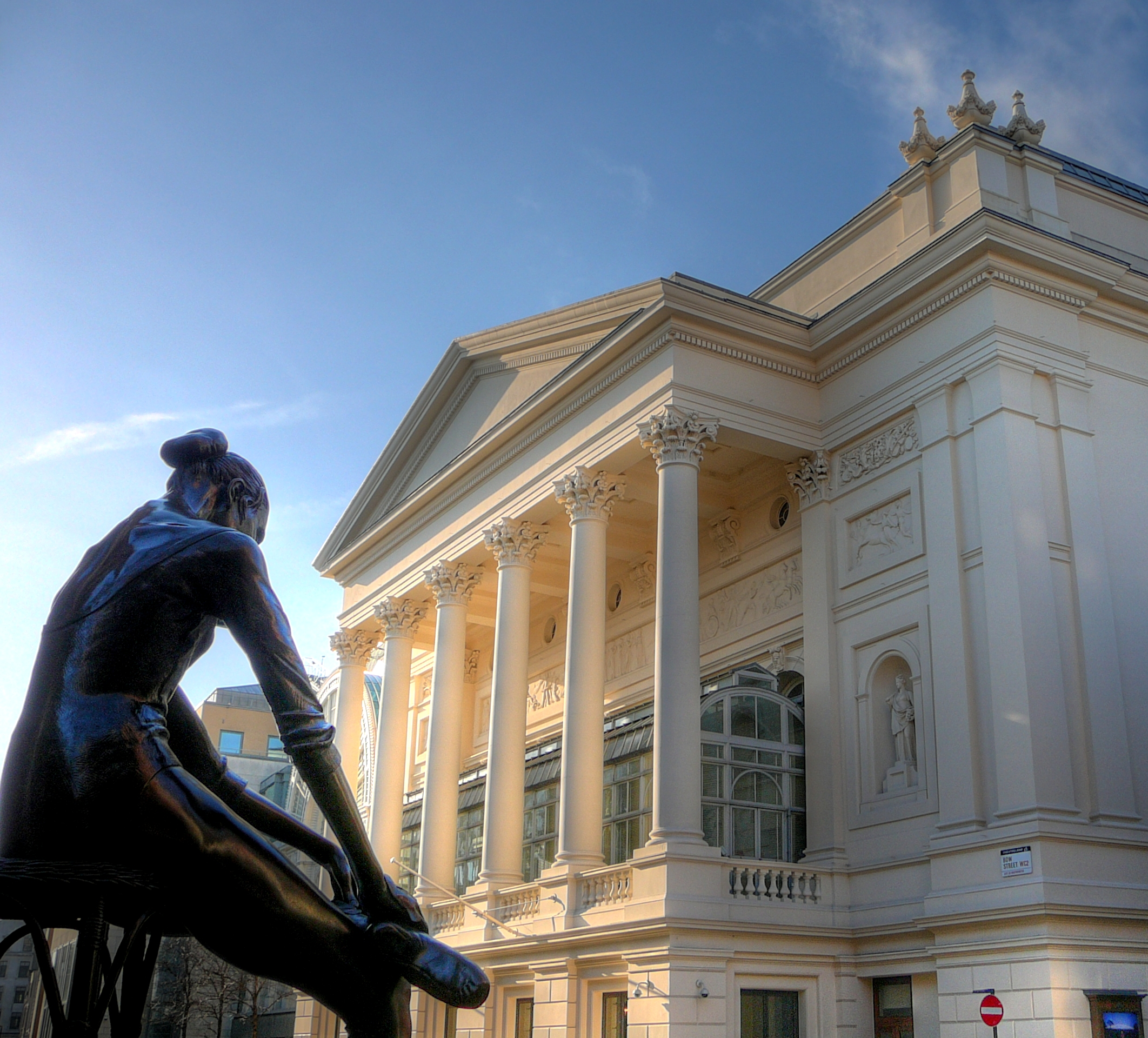
Das Royal Opera House in Covent Garden, dessen Direktor Donaldson zwischen 1959 und 1974 war

Donaldson war der Sohn von Reverend Stuart Alexander Donaldson, der mehrere Jahre Master und zeitweilig Vizekanzler des Magdalen College der University of Oxford war. Seine Mutter Albinia Frederica Hobart-Hampden war eine Tochter von Albinia Frederica Hobart-Hampden, der zeitweise Unterstaatssekretär im Indienministerium war. Sein Großvater väterlicherseits Sir Stuart Alexander Donaldson war vom 6. Juni bis zum 25. August 1856 erster Premierminister von New South Wales. Sein Großvater mütterlicherseits war Augustus Hobart-Hampden, 6. Earl of Buckinghamshire, der zwischen 1820 und 1847 als Rektor der 1512 gegründeten Wolverhampton Grammar School fungierte.
Er selbst absolvierte nach dem Besuch des Eton College ein Studium am Trinity College der University of Cambridge, das er 1929 mit einem Bachelor of Arts (B.A.) abschloss. Am 10. Mai 1939 trat er als Lieutenant der Royal Engineers in die British Army ein. Während des Zweiten Weltkriegs wurde er unter anderem im Iran und Irak sowie an der Westfront eingesetzt. Er erreichte den Rang eines Major und temporären Rang eines Lieutenant-Colonel. Für seine militärischen Verdienste wurde er zunächst als Member des Order of the British Empire (OBE) und 1943 als Officer des Order of the British Empire (OBE) ausgezeichnet. 1944 wurde er mit dem sowjetischen Orden des Vaterländischen Krieges erster Klasse ausgezeichnet. Als er 1962 aus dem Dienst als Reserveoffizier ausschied, wurde er ehrenhalber zum Lieutenant-Colonel ernannt.
Nach Kriegsende ließ sich Donaldson als Landwirt nieder, und zwar zuerst in Gloucestershire und danach in Buckinghamshire. 1959 übernahm Donaldson die Funktion des Direktors des Royal Opera House in Covent Garden und bekleidete diese Funktion fünfzehn Jahre lang bis 1974. Zu dieser Zeit absolvierte er auch ein postgraduales Studium am Trinity College der University of Oxford, das er 1960 mit einem Master of Arts (M.A.) abschloss. Daneben war er von 1962 bis 1974 Direktor des Sadler’s Wells in Islington und trug dazu bei, das dieses zur führenden Londoner Bühne für Ballett und modernes Tanztheater wurde.

### Soziales Engagement, Oberhausmitglied und Kunstminister
1961 wurde er außerdem Ehren-Sekretär der Nationalen Vereinigung der Hilfsgesellschaften für entlassene Häftlinge und fungierte ferner von 1963 bis 1969 als Vorsitzender des Beirates des HM Prison Grendon, eine Justizvollzugsanstalt für rund 300 psychisch kranke Straftäter. Darüber hinaus war er zwischen 1966 und 1974 Vorsitzender der Nationalen Vereinigung für die Betreuung und Wiedereingliederung von Straftätern. Durch diese Ämter setzte er sich insbesondere für eine andere Betrachtung der Gesellschaft gegenüber Inhaftierten ein. Ferner war er von 1966 bis 1974 Direktor der British Sugar Corporation, dem einzigen britischen Unternehmen, das Zucker aus Zuckerrüben herstellt.
Am 20. November 1967 wurde Donaldson als Baron Donaldson of Kingsbridge, of Kingsbridge in the County of Buckinghamshire, zum Life Peer erhoben und wurde dadurch auf Lebenszeit Mitglied des House of Lords. Im Parlament schloss er sich der Fraktion der Labour Party an. Er war von 1968 bis 1971 Vorsitzender des Verbraucherrates (Consumer Council) und zugleich zwischen 1968 und 1974 Vorsitzender des Nationalausschusses für Familiendiensteinrichtungen. 1969 wurde er von Premierminister Harold Wilson zum Vorsitzenden eines Ausschusses ernannt, der 1970 einen Bericht über das Eingangsalter und junge Soldaten in der British Army vorlegte. Des Weiteren bekleidete er von 1972 bis 1974 Vorsitzender des Nationalen Entwicklungsausschusses für die Hotel- und Cateringindustrie.
Nach dem Wahlsieg der Labour Party bei den Unterhauswahlen am 28. Februar 1974 wurde Lord Donaldson of Kingsbridge von Premierminister Wilson zum Parlamentarischen Unterstaatssekretär (Parliamentary Under-Secretary of State) in das Nordirlandministerium (Northern Ireland Office) berufen und war in dieser Funktion einer der engsten Mitarbeiter von Nordirlandminister Merlyn Rees.
Im März 1976 wurde Lord Donaldson of Kingsbridge, der zwischen 1975 und 1980 Präsident der Royal Society for the Protection of Birds. Von James Callaghan, Wilsons Nachfolger als Premierminister, zum Minister für die Künste (Minister for the Arts) ernannt und übte dieses Amt bis zum Ende von Callaghans Amtszeit nach der Wahlniederlage der Labour Party bei den Unterhauswahlen am 3. Mai 1979 aus.
1981 verließ er die Labour Party und trat der von den ehemaligen Labour-Politikern Roy Jenkins, David Owen, Bill Rodgers und Shirley Williams neugegründeten Social Democratic Party (SDP) bei.